# Линьшу
Линьшу́ (кит. упр. 临沭, пиньинь Línshù) — уезд городского округа Линьи провинции Шаньдун (КНР).

## История
Впервые уезд с названием «Линьшу» был создан при империи Тан в 621 году, но уже в 623 году он был расформирован.
Когда в 1937 году началась война с Японией, эти земли быстро оказались под японской оккупацией. Действующие в японском тылу партизаны-коммунисты стали создавать свои органы управления, чьи зоны ответственности не совпадали с существовавшими до войны границами административных единиц. В 1940 году такая структура была создана в северо-восточной части уезда Таньчэн. С 1941 года её зона ответственности стала называться уездом Линьшу.
В 1950 году в составе провинции Шаньдун был образован Специальный район Линьи (临沂专区), и уезд вошёл в его состав. В 1956 году уезд Линьшу был расформирован, но в 1961 году был создан вновь. В 1967 году Специальный район Линьи был переименован в Округ Линьи (临沂地区).
Указом Госсовета КНР от 17 декабря 1994 года были расформированы Округ Линьи и городской уезд Линьи, а вместо них был образован городской округ Линьи.

## Административное деление
Уезд делится на 2 уличных комитета и 8 посёлков.